# Ägyptische Nächte
Ägyptische Nächte (russisch Египетские ночи, Jegipetskije notschi) ist eine unvollendete Erzählung des russischen Nationaldichters Alexander Puschkin, die vermutlich im Herbst 1835 in Michailowskoje entstand und 1837 im achten Band der Literaturzeitschrift Sowremennik postum erschien. 1855 kam eine Übersetzung ins Deutsche im dritten Band der Puschkin-Ausgabe Friedrich von Bodenstedts heraus.
Improvisierende Dichter – wie Puschkin einen dieser Italiener auftreten lässt – hat es seit dem Trecento gegeben. Puschkin verwendet Teile seines Gedichts Kleopatra aus dem Jahr 1828 und thematisiert die dichterische Freiheit, wie 1832 in dem Poem Jeserski bereits aufgeworfen.

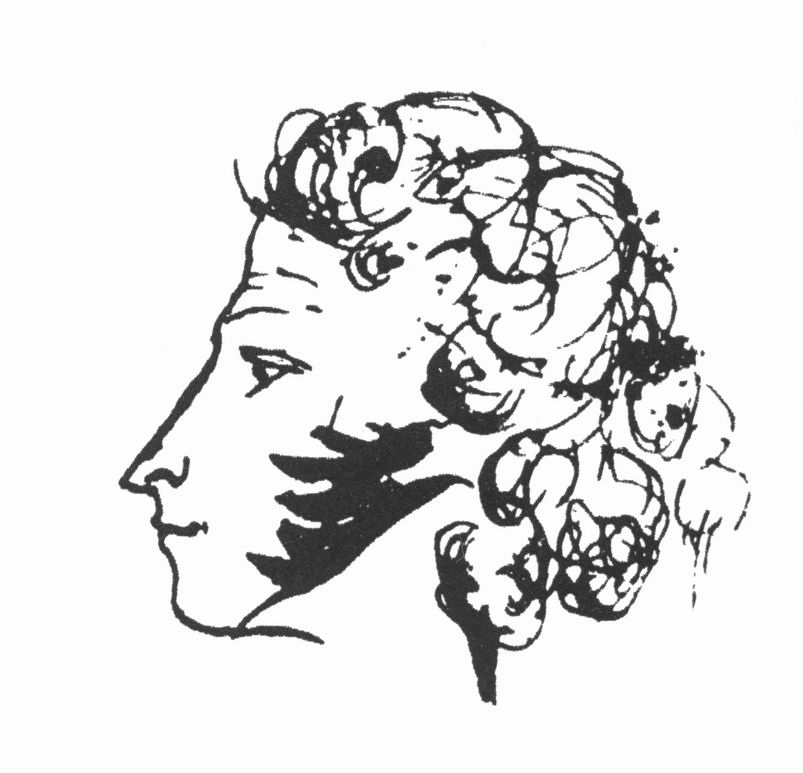
Selbstporträt 1829: Alexander Puschkin

## Inhalt
Sein verstorbener Onkel hatte zu Lebzeiten den glücklichen Erben Tscharskij zum wohlhabenden Mann gemacht. Der knapp dreißig Jahre alte ledige gebürtige Petersburger hätte das Leben genießen können, „aber er schrieb unglücklicherweise Verse und ließ sie auch drucken“. Immer, wenn er von einer seiner Reisen heimkehrte, wurde er vom Publikum gefragt: „Haben Sie uns nicht etwas Neues mitgebracht?“ Angespielt wurde mit solcher Fragerei gewöhnlich auf ein noch nicht bekannt gewordenes Poem aus der Feder Tscharskijs.
Mit dem Dichten – das ist so eine Sache. Ausgerechnet, als ihn die Muse geküsst hatte, tritt ein heruntergekommener Fremder in das Kabinett der Petersburger Wohnung des konzentriert Dichtenden. Jener Eindringling, ein armer Improvisator aus Neapel, hat die italienische Heimat verlassen müssen und will mit Auftritten in Russland sein Glück machen.
Zwar sieht der Italiener einem Scharlatan ähnlich, doch der aus dem Konzept gebrachte Tscharskij nimmt Anteil am Leid des verarmten Künstlerkollegen. Auch wenn vor dem russischen Zuhörer die leidige Sprachbarriere zu überwinden sein wird – der Improvisator beherrscht das Russische nicht – verschafft Tscharskij dem gewinnsüchtigen Fremdling einen Termin für eine Séance mit zahlreichem zahlenden Publikum in einem adeligen Hause. Dort erhält der Italiener zwei Themen, zu denen er mit Bravour improvisiert. Erstens geht es um „Der Dichter wählt sich selbst den Gegenstand für sein Gedicht; die Menge hat nicht das Recht, über seine Inspiration zu befehlen“ und zweitens um Aurelius Victors Behauptung, „Kleopatra habe als Preis für ihre Liebe den Tod bestimmt …“

## Fragment
Puschkins finale Erzählabsicht bleibt im Dunkeln. Keil meint, mit Tscharskij und dem Improvisator könnte Puschkin sich selbst in zwei poetisch angehauchte Instanzen aufgespalten haben. Es sei aber auch möglich, Mickiewicz, der gut improvisieren konnte, hatte Puschkin zu der Figur des wendigen Italieners inspiriert.

## Adaptionen
- 1934: Alexander Jakowlewitsch Tairow verwendete Motive aus der Erzählung zu einem seiner Spektakel im Moskauer Kammertheater. Sergei Prokofjew schrieb zu dem Stück seine Suite op. 61.
- 1979: In Michail Schweizers Film Kleine Tragödie spielte Sergei Jurski den Improvisator.

## Rezeption
- Februar 1921: Thomas Mann lobt in den Süddeutschen Monatsheften die Übersetzung Groegers.[8]
- Gert Hans Wengel: Puschkins „Ägyptische Nächte“

## Deutschsprachige Ausgaben
- Alexander Puschkin: Dramatische Scenen. Ägyptische Nächte. Übersetzung von Sigismund von Radecki. 106 Seiten. L. D. Frenkel-Verlag, Berlin-Friedenau 1923.

### Verwendete Ausgabe
- Ägyptische Nächte. Deutsch von Wolfgang E. Groeger. S. 301–319 in: Alexander Sergejewitsch Puschkin: Romane und Novellen (Bd. 4 in Harald Raab (Hrsg.): Alexander Sergejewitsch Puschkin: Gesammelte Werke in sechs Bänden). Aufbau-Verlag, Berlin und Weimar 1973 (4. Aufl., 504 Seiten)

## Anmerkung
1. ↑  Satire: Puschkin lässt kaum eine Gelegenheit aus, die Dichter – also auch sich selbst – und ihr Publikum zu verspotten. Als der Italiener fürchtet, keiner im Publikum werde sein Italienisch verstehen, spielt Tscharskij die Sorge mit der Bemerkung herunter: „Die Leute werden schon kommen, haben Sie keine Sorge: die einen aus Neugier, die andern – um irgendwie den Abend totzuschlagen, die dritten – um zu zeigen, daß sie Italienisch verstehen; ich wiederhole: wichtig ist nur, daß Sie in Mode kommen; und ich gebe Ihnen meine Hand drauf, daß dies geschehen wird.“ (Verwendete Ausgabe, S. 308, 9. Z.v.u.)